# Тигран Сейранян
Тигран Сейранян (вірм. Տիգրան Սեյրանյան; 6 травня 1967, Новосибірськ) — вірменський політичний і державний діяч, дипломат. Надзвичайний і Повноважний Посол Вірменії в Україні (2018—2021).

## Життєпис
Народився 6 травня 1967 році в місті Новосибірськ. У 1991 році закінчив факультет філософії і соціології Єреванського державного університету.
У 1992—1995 рр. — аташе консульського відділу Міністерства закордонних справ Республіки Вірменія, потім третій, другий секретар, потім виконувач обов'язків начальника юридичного відділу.
У 1995—1998 рр. — Перший секретар Посольства Республіки Вірменія в Ісламській Республіці Іран, консул.
У 1998—2000 рр. — виконувач обов'язків начальника консульського відділу Міністерства закордонних справ Республіки Вірменія;
У 2000—2003 рр. — Секретар Посольства Республіки Вірменія в Сполучених Штатах Америки, консул.
У 2003—2011 рр. — начальник консульського відділу Міністерства закордонних справ Республіки Вірменія.
З 30 червня 2011 по грудень 2018 року — Надзвичайний і повноважний посол Вірменії в Празі (Чехія)
З 8 травня 2012 по грудень 2018 року — Надзвичайний і повноважний посол Вірменії в Словаччині за сумісництвом.
З 28 грудня 2018 — Надзвичайний і Повноважний Посол Вірменії в Києві (Україна).
11 лютого 2019 року вручив копії вірчих грамот Заступнику Міністра закордонних справ України Василю Боднарю.

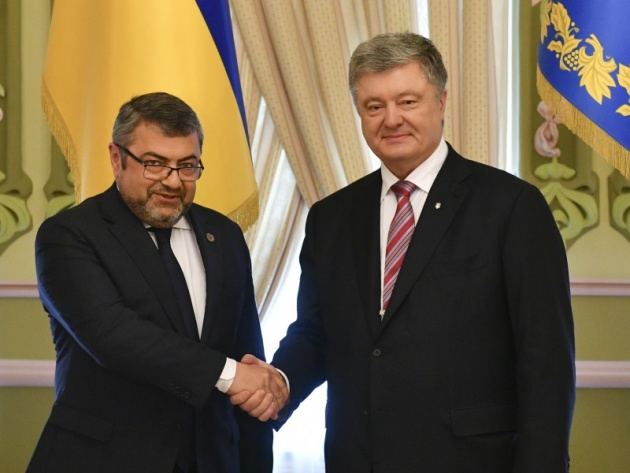
Президент України Петро Порошенко прийняв вірчі грамоти у посла Вірменії Тиграна Сейраняна 16 травня 2019 року

16 травня 2019 року вручив вірчі грамоти Президенту України Петрові Порошенку.